# Шишка Олександр Володимирович

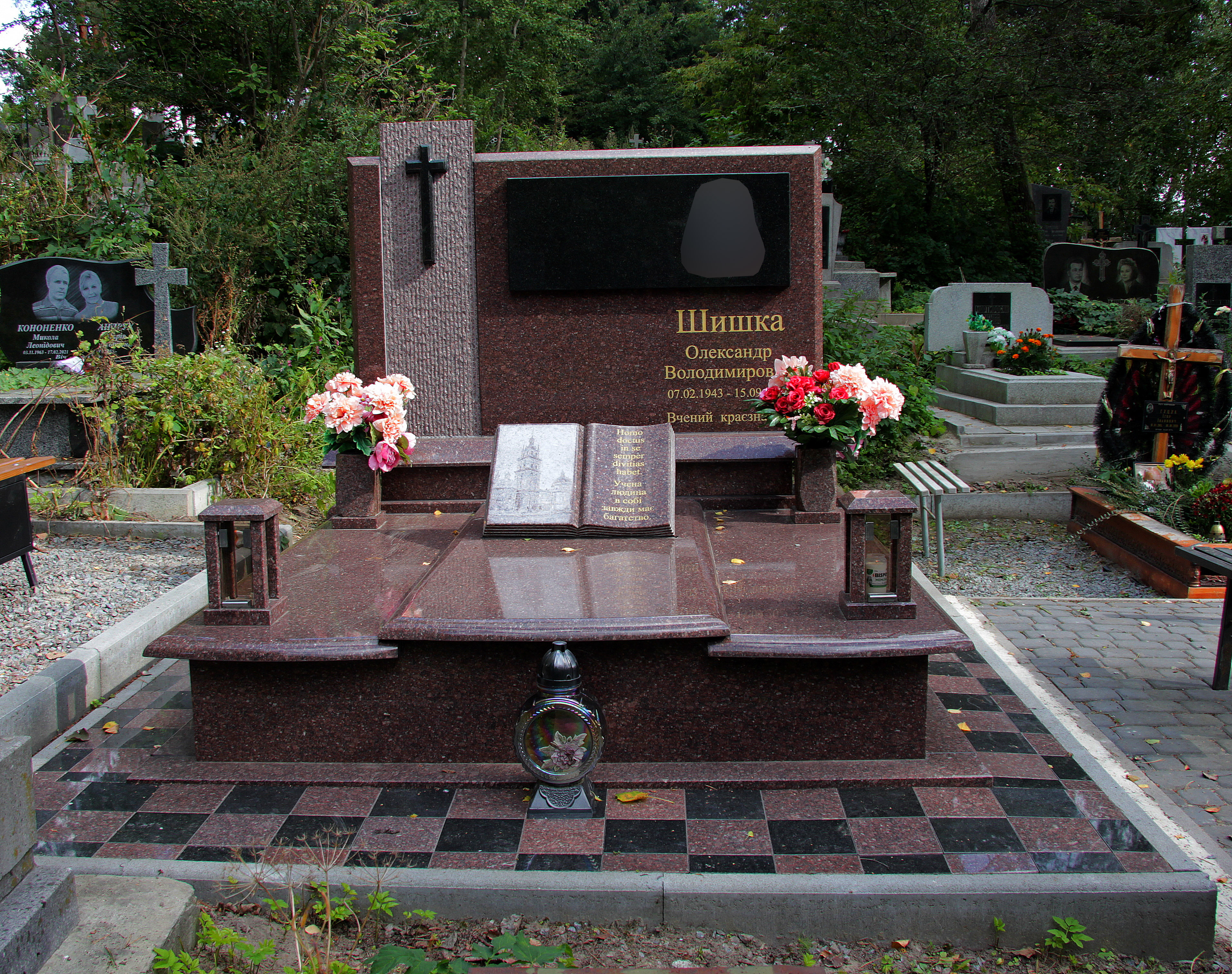

Шишка Олександр Володимирович  (7 лютого 1943 — 15 вересня 2020) — український історик, краєзнавець. Директор бібліотеки Львівської політехніки з 1993 по 2015 рік. Автор праць з історії Львова.

## Життєпис
Народився 1943 р. у місті Жовква Львівської області.
Закінчив у 1967 р. радіотехнічний факультет Львівського політехнічного інституту і залишився на кафедрі конструювання і технології виробництва радіоапаратури. Працював на посадах завідувача лабораторії, асистента, старшого викладача.
У 1975–1989 рр. — заступник завідувача кафедри.
1993 року призначений директором Науково-технічної бібліотеки Львівської політехніки. За час роботи в бібліотеці провів реорганізацію фонду суспільно-політичної літератури. Був ініціатором створення серії персональних покажчиків «Біобібліографія вчених Львівської політехніки», брав безпосередню участь в укладанні та редагуванні більшості з них.
З 1999 р. редагував щорічний зведений бібліографічний покажчик "Друковані праці Національного університету «Львівська політехніка». Вів дослідження в галузі історіографії Львова. З цієї теми опублікував понад 80 публікацій, у тому числі 3 монографії і посібник з дисципліни «Львовознавство» для учнів загальноосвітніх середніх шкіл.
З 1999 р. був членом Науково-методичної бібліотечної комісії Міністерства освіти і науки України очолює секцію інноваційних бібліотечних технологій. Підготував методичні рекомендації з впровадження комп'ютерних технологій у вузівських бібліотеках.
Помер 15 вересня 2020 року. Похований на 16 полі Голосківського  цвинтаря.

## Нагороди
Нагороджений знаком «Відмінник освіти України», Почесними грамотами Міносвіти України та Міносвіти і науки України, медаллю «15 років Української Армії». Дійсний член Академії історії і культури євреїв України ім. Шимона Дубнова. Член Всеукраїнської спілки краєзнавців.

## Праці
Автор книг «Ти славен, Львове», «Слідами листопадових боїв», двотомника «Наше місто Львів», статей до «Енциклопедії Львова», член авторського колективу і редактор матеріалів, що стосуються Львівської політехніки в «Енциклопедії сучасної України». Спільно із колегами з ІТРЕ підготував книжку про інститут (до його 60-річчя). У складі авторського колективу брав участь у підготовці книжок «Львівська політехніка у фотографіях і документах» та «Енциклопедії Політехніки» (до 175-ліття університету).
- Шишка О. В. 1939 рік в історіографії Львова [Архівовано 24 листопада 2010 у Wayback Machine.]. / О. В. Шишка // Науково-практична конференція «Сучасні проблеми діяльності бібліотеки в умовах інформаційного суспільства». — Л. : Вид-во Нац. ун-ту «Львів. політехніка», 2009. — С. 27-36.

- Шишка О. В. Бібліографія і історіографія Львова [Архівовано 5 березня 2016 у Wayback Machine.]. / О. В. Шишка // Матеріали другої науково-практичної конференції «Сучасні проблеми діяльності бібліотеки в умовах інформаційного суспільства». — Л. : Вид-во Нац. ун-ту «Львів. політехніка», 2010. — С. 34-52.